# Grindr
Grindr es una red geosocial y una aplicación de citas en línea destinada a hombres homosexuales y bisexuales cuyo deseo es mantener relaciones sexuales con otros hombres.
Grindr fue creada por el empresario israelí Joel Simkhai. La aplicación muestra en forma de mosaico las fotografías de los usuarios, y permite ver su cercanía geográfica (geosocial), y el perfil del usuario. Tiene la posibilidad de chatear, enviar fotografías privadas, o dar la ubicación exacta de otros usuarios (localización GPS).
Se ejecuta en iOS y Android y está disponible para su descarga desde App Store y Google Play. Grindr viene en versiones gratuitas y basadas en suscripción (esta última llamada Grindr Xtra). La aplicación utiliza la geolocalización de un dispositivo móvil, una función de teléfonos inteligentes y otros dispositivos, que permite a los usuarios localizar a otros usuarios que están cerca. Esto se logra a través de una interfaz de usuario que muestra una cuadrícula de fotos representativas de hombres, organizadas del más cercano al más alejado. Al tocar una imagen, se mostrará un breve perfil para ese usuario, así como la opción de chatear, enviar imágenes y compartir la ubicación precisa.
Grindr fue una de las primeras aplicaciones geosociales para homosexuales en lanzarse en App Store y desde entonces se ha convertido en la comunidad de aplicaciones móviles homosexuales más grande y popular del mundo. Actualmente está disponible en 192 países.

## Historia y funcionamiento
Inicialmente creada por el israelí Joel Simkhai, Grindr se lanzó el 25 de marzo de 2009, y al principio solo se distribuyó para iPhone 3G. 
Inicialmente, comentarios cautelosos pero positivos circularon a través de la blogosfera gay en sitios como Queerty y Joe My God. Aunque con sede en los Estados Unidos, la aplicación rápidamente ganó popularidad mundial a través del boca a boca y varios medios de comunicación.
En los primeros tres meses 100.000 usuarios descargaron la aplicación, de los cuales 30.000 eran del Reino Unido, al ser mencionada por Stephen Fry, en un programa de televisión (Top Gear). En septiembre de 2010, EE. UU. era el país con más usuarios, unos 500.000, mientras Londres encabezaba la lista de ciudades, con 62.000 usuarios. En enero de 2011 Grindr ganó el premio al mejor sitio web de citas para móvil.
El usuario crea su perfil con un apodo, una breve descripción, y una fotografía de presentación. Esta información se muestra en cuanto otro usuario toque la miniatura de la foto, y también informa si el usuario está conectado. En todo caso, Grindr no permite subir fotos de desnudo total como foto de perfil de usuario. 
En febrero de 2011 se anunció que se desarrollaría una versión para mujeres y hombres heterosexuales, llamada Blendr.
El 18 de junio de 2012, Grindr anunció que había alcanzado oficialmente a 4 millones de usuarios en 192 países de todo el mundo. A principios de 2018, llega a 196 países y tiene 3,6 millones de usuarios en línea diariamente. 
Más allá de los Estados Unidos y Australia, el fundador Joel Simkhai ha informado de actividad en países tan lejanos como Irán, Irak y Kazajistán. 
A partir de julio de 2016, Estados Unidos alberga el mayor número de usuarios de Grindr con 4,258,056, mientras que en 2015 Londres encabezó la lista de ciudades con 698,252. 
En enero de 2011, Grindr ganó el premio a la Mejor aplicación de citas móviles en los iDate Awards 2011. Grindr anunció en marzo de 2011 que se estaba desarrollando temporalmente una versión directa de la aplicación titulada Proyecto Amicus. El 8 de septiembre de 2011, Grindr lanzó Blendr, una aplicación similar para personas de todas las orientaciones sexuales, con características adicionales destinadas a facilitar las amistades no sexuales. 
En enero de 2012, Grindr anunció que fue nombrado ganador del Premio Crunchies 2011 de TechCrunch a la Mejor Aplicación de Ubicación en la Quinta Ceremonia Anual de Premios Crunchies en San Francisco en el Davies Symphony Hall. Por separado, Grindr fue coronado como el ganador de los Premios iDate 2012 en dos de las 12 categorías para Mejor aplicación de citas móviles y Mejor nueva tecnología en la novena Conferencia anual de citas e Internet en Miami. En abril de 2012, Grindr anunció que los lectores de About.com nombraron a Grindr la mejor aplicación de citas para los premios About.com Readers 'Choice Awards de 2012, con un 74 por ciento de los lectores que eligieron Grindr sobre Are You Interested, SKOUT, Tagged, Tingle y Zoosk. En 2011, About.com agregó la categoría de Mejor aplicación de citas, y de todos los nominados, Grindr es la única aplicación exclusivamente gay que ha sido nominada, sin mencionar la primera aplicación gay en ganar el título de Mejor Aplicación de Citas.
Además, tanto Grindr como Blendr fueron seleccionados como Homenajeados Oficiales de los Premios Webby 2012 por su trabajo galardonado en la categoría Social (dispositivos portátiles). De las casi 10 000 entradas recibidas de los 50 estados de EE. UU. y más de 60 países, la distinción de Honorario Oficial se otorga solo al 15 % superior de todo el trabajo ingresado que exhibe logros notables. 
En agosto de 2013, Grindr lanzó una versión actualizada de la aplicación que requiere que los usuarios creen una cuenta. Grindr dice que esto se hizo para reducir el spam y mejorar la portabilidad. Esta nueva versión también agrega compatibilidad con la pantalla del iPhone 5, por lo que los usuarios de dispositivos iOS más nuevos como el iPhone 5 ya no ven barras negras en la parte superior e inferior de la pantalla cuando usan la aplicación.
El 30 de septiembre de 2013, Grindr lanzó la versión 2.0 y comenzó a implementarla en iOS y Android. La interfaz de usuario se ha rediseñado y ofrece mejoras de estabilidad, una nueva función de desplazamiento sin fin, imágenes de cuadrícula más grandes y una bandeja de entrada de chat unificada. Grindr también introdujo un filtro adicional llamado Tribus Grindr, que permite a los usuarios identificarse con un grupo de nicho y limitar sus búsquedas para ayudar a encontrar su tipo de hombre. Las tribus Grindr incluyen: oso, corte limpio, papi, discreto, geek, jock, cuero, nutria, poz, rugoso, trans y twink. Además de Tribus, los usuarios de Grindr también pueden filtrar por Edad y Buscando. 
A partir del quinto aniversario de Grindr el 25 de marzo de 2014, la aplicación había logrado más de 10 millones de descargas de usuarios y tenía más de 5 millones de usuarios activos mensuales en todo el mundo. 
En enero de 2016, Grindr anunció que vendió una participación del 60% en la compañía a una compañía china de juegos, Beijing Kunlun Tech, por $93 millones de dólares. Grindr llegó a poseer 27 millones de usuarios en 2017. 
Para combatir la propagación del VIH, Grindr anunció en marzo de 2018 que presentaría un nuevo software que, si se habilita, envía un recordatorio cada tres o seis meses para hacerse una prueba de VIH. También asesorará sobre el lugar más cercano para las pruebas. 
Kunlun compró el resto de la compañía por $152 millones de dólares en enero de 2018, y la empresa matriz Kunlun Group otorgó permiso en agosto de 2018 para una Oferta Pública Inicial. En marzo de 2019, Kunlun comenzó a buscar un comprador de Grindr después de que el Comité de Inversión Extranjera en los Estados Unidos (CFIUS) informó a Kunlun que tener la aplicación propiedad de una empresa china representa un riesgo para la seguridad nacional.

## Polémicas

### Grindr es una empresa de China
Aunque Grindr posee su domicilio legal en California, el 60% de las acciones de la empresa le pertenecen a una sociedad china, por lo que el gobierno estadounidense considera que Grindr representa una amenaza para su seguridad nacional. La empresa propietaria de Grindr se llama Beijing Kunlun Tech Co. Ltd., y tiene sus oficinas principales en la capital china, desde donde maneja y tiene acceso a los datos de todos sus usuarios. Además de que es sabido la situación del manejo de la información dentro de la República Popular China.

### Problemas de seguridad
Grindr ha recibido muchas críticas, tanto desde el punto de vista tecnológico, como desde de la sociología y la psicología, con usuarios que manifiestan sentirse infelices con el uso prolongado de la aplicación. Grindr también ha sido criticado porque permite localizar a los usuarios en su ubicación exacta, lo cual es particularmente peligroso en países donde las personas de la comunidad LGBT son perseguidos o donde tienen problemas de seguridad, como robos, chantajes u homicidios.
La versión Android de Grindr ha tenido una cantidad considerable de críticas negativas, derivadas de problemas no resueltos, aunque aumentó su calificación a 3.5. Grindr lanzó una actualización que les pide a los usuarios verificar sus cuentas proporcionando una dirección de correo electrónico y una contraseña, para resolver estos problemas. Se ha informado que las mediciones de distancia relativa de Grindr facilitan la triangulación e identificación de cada uno de los usuarios individuales. Se ha publicado una prueba de concepto y se realizaron más de 2 millones de detecciones en pocos días.

### La policía egipcia usó Grindr para perseguir a los homosexuales
Después de una protesta pública de la comunidad LGBT, por la aparición de informes de la policía egipcia usando Grindr para seguir y arrestar personas de la comunidad LGBT, se estableció que un cliente no autorizado permitió que cualquier usuario conectado fuera identificado y establecida su ubicación exacta, y la de otros usuarios. Grindr respondió deshabilitando la pantalla de distancia global, pero tras el incidente, la visualización en pantalla de la distancia se ha vuelto a habilitar y la localización precisa es nuevamente posible. La fragilidad de su software ha expuesto detalles personales de cientos de miles de usuarios, especialmente en Australia, aunque Grindr más tarde tomó algunas medidas legales y realizó algunos cambios para bloquear a los responsables.

### Más vulnerabilidades
Adicionalmente, un grupo de científicos informáticos de la Universidad de Kyoto le demostró a Andy Greenberg, de la revista Wired, cómo la localización precisa siempre es posible, aun cuando el usuario apaga la función "mostrar distancia" o esta se encuentra deshabilitada. Al probar los investigadores con un modelo de ataque llamado colilate-trilateration, se probó que es muy fácil localizar exactamente a cualquier usuario de Grindr, sin emplear ninguna técnica de pirateo. Esto no solo funciona con Grindr, sino también con Jack'd y Hornet, o cualquier aplicación LBS, que muestre fotos de usuarios en orden de proximidad.

### Lenguaje ofensivo
Grindr ha sido criticado por no tomar suficientes medidas para evitar el uso de lenguaje ofensivo, racista y homofóbico. Cuando se le preguntó sobre este problema en Grindr, el creador de la aplicación, Joel Simkhai, dijo en una entrevista con el periódico israelí Haaretz que "no le gustó", pero que "él no es un maestro de sexto grado" y "[no es] su trabajo vigilar tales cosas".

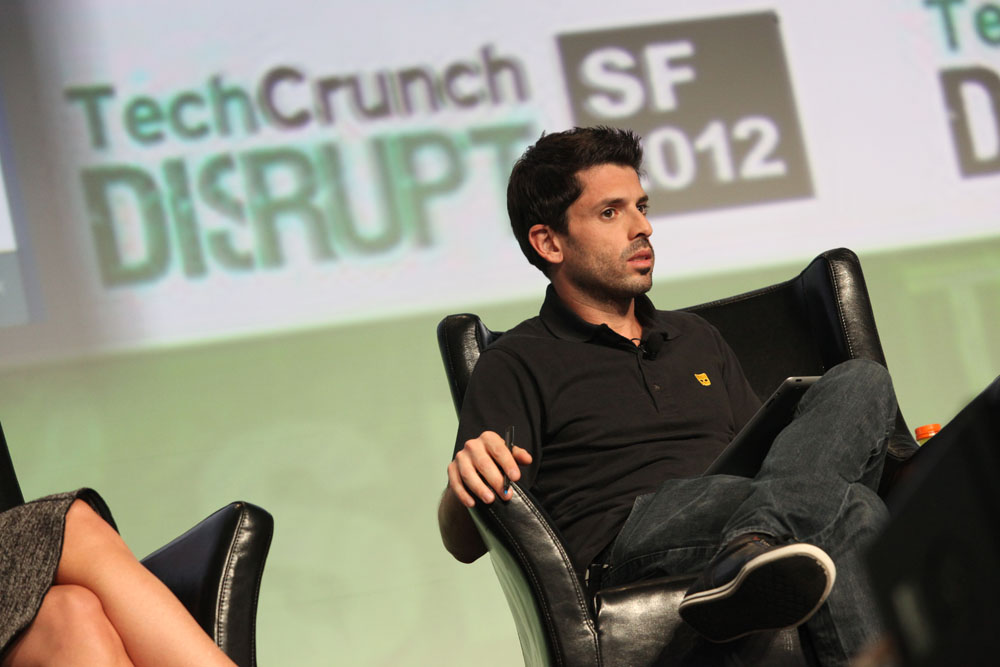
Su fundador, Joel Simkhai, se desvinculó totalmente de Grindr, luego de vender la empresa al grupo chino Beijing Kunlun Tech Co. Ltd., en 2018

Jaime Woo, en su libro "Meet Grindr: How One App Changed The Way We Connect" (Conoce a Grindr: cómo una aplicación cambió la forma en que nos conectamos), critica que el atractivo de la aplicación sea su apariencia minimalista de las personas, que interactúan entre sí superficialmente. Solo una foto y una breve descripción no son suficiente información, y ello exacerba la necesidad de ajustarse a ciertos ideales clásicos de belleza.
Los perfiles de usuario comúnmente son acompañados de frases como: "no asiáticos", "no negros" o "no gordos", a la vez que en la descripción del color de piel o el origen étnico se utilizan términos alimenticios: "chocolate", "curry", "arroz". Grindr no hace lo suficiente en contra de este lenguaje discriminatorio, porque no clasifica tales declaraciones como discriminatorias, sino como una simple expresión de preferencia sexual. Grindr ha respondido que tendría un gran equipo de moderadores, para hacer cumplir los términos de uso que prohíben contenidos que promuevan o exalten el odio, el racismo o la violencia física. Ahora la compañía le pide a sus usuarios que describan en quién están interesados, y no tanto, en quién no están interesados.

### Grindr vende los datos de sus usuarios
En 2018, una organización noruega sin fines de lucro, llamada SINTEF informó que paquetes de datos de Grindr eran enviados a terceras compañías, incluyendo el estado de VIH de sus usuarios. Este descubrimiento genera dudas sobre la verdadera política de privacidad de Grindr en su conjunto.
Grindr ha sido criticado por esto, pues además del estado de VIH, se ha revelado que la compañía también había compartido datos completos de los usuarios, incluidos: lugar de residencia y dirección de correo electrónico, Expertos en seguridad informática opinan que estos contratistas externos no tienen autorización para acceder a los datos e informaciones personales, sobre todo delicada información médica de los usuarios de Grindr. Por lo tanto, existe el riesgo de que los usuarios finalmente puedan ser identificados, y los datos sean utilizados para fines no éticos. El señor Chen, gerente general de Grindr, dijo que dicha divulgación era muy común en la industria, y que sus socios debían mantener una estricta confidencialidad sobre todos los usuarios de Grindr. Sus dichos quedaron desacreditados, cuando finalmente se reveló que los datos de sus usuarios, incluido el estado de VIH, habían ido a parar a las compañías de análisis de datos: Apptimize y Localytics.
En un informe de 2020, el Consejo de Consumidores de Noruega denuncia una "multitud de violaciones de los derechos fundamentales" por parte de aplicaciones como Grindr. En efecto, Grindr le vende sistemáticamente a más de una docena de empresas, información tan exacta, que tales empresas pueden identificar a cada uno de los usuarios homosexuales y bisexuales, e incluso geolocalizarlos.

## Peligros para la comunidad gay
Como los usuarios pueden entrar en contacto de forma anónima a través de Grindr, lo cual es una ventaja para aquellos gay que todavía están dentro del armario. Por otro lado, este anonimato implica peligros, especialmente, para jóvenes gay sin experiencia. Las personas maliciosas pueden fácilmente engañar a otros usuarios para que tengan citas con ellos, utilizando perfiles falsos, citas que a menudo involucran drogas, abuso sexual o robo. Con esta combinación de anonimato y riesgo, aplicaciones como Grindr siguen la tradición de los lugares de reunión gay más antiguos, como los baños, los parques y otros lugares más o menos escondidos.
En Bogotá (Colombia), se ha denunciado que hombres gays han recibido amenazas a través de Grindr. En Inglaterra y Gales, aplicaciones como Grindr se mencionan en un número cada vez mayor de casos criminales, relacionados con asesinatos, violaciones y hasta abuso infantil: 55 veces en 2013, 204 veces en 2014 y 676 veces en 2017. En Londres, un hombre fue acusado de matar a cuatro hombres gay que él mismo había citado a través de Grindr. En febrero de 2018, Orlando Boldewijn, un adolescente gay de 17 años, fue asesinado en los Países Bajos, después de una cita que tuvo a través de Grindr, y a principios de abril de ese año, un hombre en Dordrecht (Países Bajos) fue atraído a una supuesta cita a través de la aplicación, en la cual terminó siendo brutalmente golpeado por 16 hombres. En Detroit, un hombre citó a dos hombres gay a través de Grindr, asesinó a uno de ellos y robó e hirió al otro.

### Asesinato por Grindr
Mark Latunski, de 50 años, ha sido acusado de mutilar y asesinar al joven gay Kevin Bacon, de 25 años, quien era estudiante y estilista. Bacon le había informado a su compañera de apartamento que había conocido a un hombre por Grindr, y que se encontraría con él; sin embargo nunca regresó, y su cuerpo mutilado apareció días después a 32 kilómetros de su ciudad. El padre del joven acusó a Grindr de no proporcionar ayuda oportuna en el homicidio de su hijo. Según la Policía, Mark Latunski le cortó los testículos al joven, le apuñaló por la espalda y le degolló.

### Tráfico de drogas y otras sustancias
En algunos países, la aplicación ha sido usada por traficantes de drogas (especialmente marihuana y cocaína), como también para vender sustancias como metanfetaminas, éxtasis y poppers. Algunos de los vendedores no pertenecen propiamente a la comunidad LGBT, creándose perfiles como personas que se declaran como heteroflexibles o heterosexuales, que solo estarían en la aplicación para vender drogas u otras sustancias ilícitas.